# 卢德维克·韦布尔
卢德维克·韦布尔（捷克語：Ludvík Vébr，1960年4月20日—），捷克男子赛艇运动员。他曾代表捷克斯洛伐克参加1976年夏季奥林匹克运动会赛艇比赛，获得男子双人单桨有舵手铜牌。